# 張天相 (弘治進士)
張天相（1473年—？），字佑之，山西太原左衛人，官籍，明朝政治人物。

## 生平
山西鄉試第五十名舉人。弘治十二年（1499年）中式己未科會試第七名，二甲第四十四名進士。歷官庆阳府知府，正德十年（1515年）三月升湖广布政司右参政，十三年九月升浙江右布政使，十四年七月升陕西左布政使。

## 家族
曾祖张荣，百户；祖张礼；父张海，光禄寺监事。母陈氏。严侍下。弟天叙、天秩、天禄。